# El Condado (parroquia)
El Condado es una parroquia urbana de la ciudad de Quito, parte de las 65 que conforman el área metropolitana de la capital de Ecuador. Está ubicada en el extremo noroccidental de la urbe, y sus límites son las parroquias de Pomasqui al norte, Cotocollao, Ponceano y Cochapamba al sur, Carcelén al este, y Nono al oeste.

## Historia
En la década de 1960 se parceló parte de la antigua Hacienda El Condado en favor de los huasipungueros que la habitaban, formando el actual barrio San José del Condado que hoy es parte de la parroquia Ponceano. Por otra parte el área remanente de la hacienda quedó determinada en los siguientes linderos: al norte los barrios Cangahua y Rancho Bajo, al sur la urbanización 23 de junio, al este la avenida Mariscal Sucre y el barrio Velasco.
Esta disposición territorial determinó que se generen dos estatus socioeconómicos, pues San José del Condado se parceló con predio de menos de 300m2 que produjeron un hacinamiento poblacional, mientras que lo que quedaba de la Hacienda El Condado permaneció como caballerizas y campos de Golf hasta que en el año 1993 se inauguró la «Urbanización El Condado», destinada a un nivel socioeconómico alto.
Con la construcción de la Iglesia de la Sagrada Familia al interior de la Urbanización, que tuvo lugar a finales de la década de 1990, la Arquidiócesis de Quito determinó también la constitución de una parroquia eclesiástica allí.
El prestigio del sector aumentó con el traslado del «Quito Tennis & Golf Club» al extremo oriental de esta parroquia, la adecuación de las vías de acceso, la optimización de los sistemas de transporte hacia el sector, la apertura de algunos exclusivos colegios y el precio cada vez más elevado de los terrenos al interior de la Urbanización El Condado. El mayor problema que persiste es la vialidad hacia los barrios populares del noroccidente, pues aún se encuentra parcialmente truncada por la Urbanización y el Club.

## Administración
Dentro del Distrito Metropolitano de Quito, y administrativamente hablando, El Condado es una de las 32 parroquias urbanas que componen la ciudad en sí misma, sin contar el área rural, y pertenece a la administración zonal La Delicia. Tiene una superficie de 5.476,7 km², y se divide en 22 barrios: Área de Protección Condado, Caminos de Libertad, Colinas del Norte, Consejo Provincial, Hacienda Santa María, Jaime Roldós, Justicia Social, La Campiña, Mena del Hierro, Parcayacu, Pisulí, Quito Tenis y Golf Club, Rancho Alto, Rancho Bajo, Rancho San Antonio, San Enrique Velasco, San José Obrero, Santa Anita Alta, Santa Isabel, Santa Rosa Singuna, Urbanización El Condado.

### Demografía
De acuerdo a la Secretaría de Territorio, Hábitat y Vivienda, del Municipio de Quito, en el censo de 2010 la parroquia de El Condado tenía una población de 86.094 habitantes, y entre ellos el 51% eran mujeres mientras que el 49 hombres. Según estos datos, su densidad poblacional urbana sería de 15.67 habitantes por kilómetro cuadrado, y significaría que el 3,8% de los quiteños residen en el sector. El uso del suelo es mayoritariamente de tipo residencial, y está habitado por estratos sociales bajos, medios-bajos y altos.

## Arquitectura
El sector cuenta con un edificio inventariado como patrimonial en la casa de hacienda de El Condado, de inicios del siglo XX y que hoy funciona como centro de eventos y recepciones. El resto de sus edificios son principalmente de la década de 1990 e inicios del 2000, por lo que podría enmarcarse en las corrientes de la arquitectura contemporánea. La Iglesia de la urbanización El Condado, las instalaciones de la Escuela Superior Militar Eloy Alfaro y las lujosas instalaciones del Quito Tennis & Golf Club, se cuentan entre lo que podría llamarse iconos arquitectónicos de la parroquia.

## Comercio
El relativamente pequeño «Centro Comercial El Condado», que no debe confundirse con el «Condado Shopping» que se encuentra en la parroquia de Ponceano, fue el primer centro comercial que sirvió al sector y se ubica dentro de la exclusiva urbanización homónima, aunque no es de acceso restringido. En esta parroquia se encuentra también lo que fue la planta de producción del desaparecido Diario Hoy.

## Barrios de la Parroquia El Condado
- Urbanización El Condado
- Mena del Hierro
- San Enrique de Velasco
- La Planada/Rancho San Antonio
- Colinas del Norte
- La Roldós
- Pisulí
- Justicia Social
- Consejo Provincial
- Santa María de Cotocollao
- Santa Isabel
- San José Obrero
- Santa Anita

## Transporte
Hasta la parroquia llegan varias líneas de buses urbanos y alimentadores: